# الکساندر الکساندرویچ واسیلیف

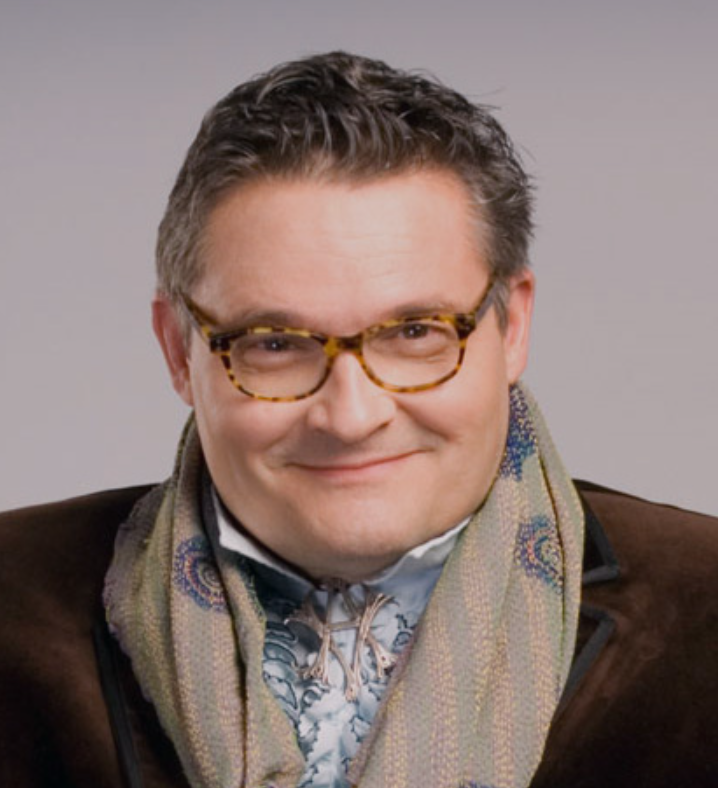
نگاره‌ای از الکساندر الکساندرویچ واسیلیف - ۲۰۱۰

الکساندر الکساندرویچ واسیلیف (زاده ۸ دسامبر ۱۹۵۸، مسکو، اتحاد جماهیر شوروی) مورخ مُد روسی و فرانسوی، منتقد هنری، هنرمند تئاتر، طراح داخلی، کلکسیونر، و مجری تلویزیون است. او عضو افتخاری آکادمی هنر روسیه است.